# Eleição municipal de Breves em 2016
A eleição municipal de Breves em 2016 foi realizada para eleger um prefeito, um vice-prefeito e 17 vereadores no município de Breves, no estado brasileiro do Pará. Foram eleitos Antonio Augusto Brasil da Silva (MDB), também conhecido como Toninho Barbosa, e Vilson Fernandes Mainardi para os cargos de prefeito(a) e vice-prefeito(a), respectivamente. Seguindo a Constituição, os candidatos são eleitos para um mandato de quatro anos a se iniciar em 1º de janeiro de 2017. A decisão para os cargos da administração municipal, segundo o Tribunal Superior Eleitoral, contou com 61 228 eleitores aptos e 13 310 abstenções, de forma que 21.74% do eleitorado não compareceu às urnas naquele turno.

## Antecedentes
Em 2012, Antonio Augusto Brasil da Silva adotou o nome Toninho Barbosa nas urnas eleitorais e lançou sua candidatura, assumindo o cargo de vereador de Breves pelo partido PRB. Com 4,76% dos votos válidos, tornou-se o vereador mais votado da cidade. Antes de assumir a prefeitura 2016, o cargo era ocupado por José Antonio Azevedo Leão, também conhecido como Xarão Leão, duas vezes eleito nas eleições municipais pelo MDB, em 2008 e 2012.

## Campanha
Entre as propostas de campanha de Antonio Augusto Brasil da Silva estavam a pavimentação e sinalização das ruas, a integração dos bairros de Breves, a estabilização da economia, o investimento em educação e o trabalho com urbanismo.
Foi divulgado um vídeo institucional com o slogan "Toninho Barbosa, prefeito do povo". No vídeo, afirmava-se que no governo de Barbosa a segurança estaria em em primeiro lugar.
Em setembro de 2016, participou do primeiro debate televisionado entre os candidatos a prefeito da cidade, em que divulgou suas propostas para  a população. No debate, Toninho Barbosa deu enfoque para o trabalho com a educação, e afirmou que iria assumir seus compromissos e responsabilidades como prefeito.
Durante o período de campanha, Xarão Leão, que encerrava seu mandato como prefeito em 2016, demonstrou apoio ao candidato.

## Resultados

### Eleição municipal de Breves em 2016 para Prefeito
A eleição para prefeito contou com 5 candidatos em 2016: Antonio Augusto Brasil da Silva do Movimento Democrático Brasileiro (1980), Benedito Viana da Silva Filho do Podemos (Brasil), Luiz Furtado Rebelo Filho do Partido da Social Democracia Brasileira, Sidiclei Barros Miranda do Partido Comunista do Brasil, Paulo Sandro Joubert do Partido Verde (Brasil) que obtiveram, respectivamente, 17 268, 10 041, 17 116, 945, 17 votos. O Tribunal Superior Eleitoral também contabilizou 21.74% de abstenções nesse turno.
| Candidato(a)                                            | Vice                            | Coligação                               | Votos recebidos | Percentual |
| ------------------------------------------------------- | ------------------------------- | --------------------------------------- | --------------- | ---------- |
| Antonio Augusto Brasil da Silva (Toninho Barbosa) (MDB) | Vilson Fernandes Mainardi       | Breves Seguindo no Caminho Certo        | 17268           | 38.05%     |
| Luiz Furtado Rebelo Filho (PSDB)                        | Emerson de Souza Camara         | Renovação, Trabalho e Fé                | 17116           | 37.71%     |
| Benedito Viana da Silva Filho (PODE)                    | Ronaldo Eurico Pacheco da Silva | Breves, Nossa Terra. Breves, Nosso Chão | 10041           | 22.12%     |
| Sidiclei Barros Miranda (PCdoB)                         | Reginaldo Cardoso Sarraf        | Uma Breves para Todos                   | 945             | 2.08%      |
| Paulo Sandro Joubert (PV)                               | Amilcar Almeida Gueiroz         | Partido Verde (sem coligação)           | 17              | 0.04%      |

### Eleição municipal de Breves em 2016 para Vereador
Na decisão para o cargo de vereador na eleição municipal de 2016, foram eleitos 17 vereadores com um total de 46 371 votos válidos. O Tribunal Superior Eleitoral contabilizou 348 votos em branco e 1 199 votos nulos. De um total de 61 228 eleitores aptos, 13 310 (21.74%) não compareceram às urnas.
| Nome                               | Partido político                                | Coligação                                               | Votos recebidos | Percentual |
| ---------------------------------- | ----------------------------------------------- | ------------------------------------------------------- | --------------- | ---------- |
| Wiltes Gomes Dias                  | Partido Trabalhista Cristão (PTC)               | Breves no Caminho do Progresso                          | 1882            | 4.06%      |
| Orquideia Nascimento da Costa      | Partido da Mulher Brasileira (PMB)              | Breves no Caminho do Progresso                          | 1511            | 3.26%      |
| Luis Afonso Brandão de Oliveira    | Movimento Democrático Brasileiro (MDB)          | Movimento Democrático Brasileiro (sem coligação)        | 1485            | 3.2%       |
| Valcir Chaves de Lima              | Partido Humanista da Solidariedade (PHS)        | Breves no Caminho do Progresso                          | 1311            | 2.83%      |
| Eldson de Souza Camara             | Partido Social Democrático (PSD)                | Partido Social Democrático (sem coligação)              | 1243            | 2.68%      |
| Enaldo Prata Aguiar                | Democratas (DEM)                                | Democratas (sem coligação)                              | 1141            | 2.46%      |
| Raimundo Oliveira Matos            | Partido da Social Democracia Brasileira (PSDB)  | Partido da Social Democracia Brasileira (sem coligação) | 1093            | 2.36%      |
| Carlos Alberto Gonçalves Custodio  | Partido da República (PR)                       | Partido da República (sem coligação)                    | 1081            | 2.33%      |
| Lazaro Coimbra Bastos              | Democratas (DEM)                                | Democratas (sem coligação)                              | 1074            | 2.32%      |
| Francisco Correa de Farias Filho   | Partido Renovador Trabalhista Brasileiro (PRTB) | Unidos por Breves                                       | 1065            | 2.3%       |
| Jose Carlos Maria Valente          | Partido Republicano Brasileiro (PRB)            | Partido Republicano Brasileiro (sem coligação)          | 1042            | 2.25%      |
| Alexandre Barros Alves de Oliveira | Partido Social Democrático (PSD)                | Partido Social Democrático (sem coligação)              | 1035            | 2.23%      |
| Camilo Lopes Gonçalves Neto        | Partido Republicano da Ordem Social (PROS)      | Partido Republicano da Ordem Social (sem coligação)     | 1030            | 2.22%      |
| Walter Gomes Carneiro              | Partido Democrático Trabalhista (PDT)           | Partido Democrático Trabalhista (sem coligação)         | 882             | 1.9%       |
| Eliezer Martins da Silva           | Partido Social Cristão (PSC)                    | Partido Social Cristão (sem coligação)                  | 744             | 1.6%       |
| Vanacy do Socorro Leão do Amaral   | Partido Trabalhista Brasileiro (PTB)            | Partido Trabalhista Brasileiro (sem coligação)          | 735             | 1.59%      |
| Olena Maria Ferreira Machado       | Partido Popular Socialista (PPS)                | Breves no Caminho do Progresso                          | 684             | 1.48%      |

## Análise
Toninho Barbosa venceu a eleição com apenas 152 votos à frente de seu concorrente, Luiz Rebelo Filho, o que mostra uma disputa acirrada entre os dois principais candidatos. Esse resultado classifica a eleição municipal de 2016 como a mais disputada da história de Breves. Com a vitória, Barbosa garante a continuidade de seu trabalho na política, assumindo pela primeira vez o cargo de prefeito de Breves.
Barbosa e seu vice, Vilson Fernandes Mainardi, foram empossados no dia  1o de janeiro de 2017. Na cerimônia, o prefeito declarou que já havia se encontrado com alguns deputados federais do MDB, garantindo recursos para realizar seu trabalho nos quatro anos de gestão. Definiu como principal meta a estabilização da economia de sua cidade, gerando novas expectativas para a população, afetada pela crise econômica no país.
Em reportagem à RBA TV, Barbosa afirmou: "Estou muito feliz, emocionado. Agradeço principalmente a Deus por essa vitória. Foi muita luta, foi uma guerra. Eu tenho certeza que o povo de Breves terá um prefeito que irá representá-los e irá trabalhar por eles". No primeiro dia de mandato, visitou as obras paralisadas no bairro Jardim Tropical.